# Assab
Assab of Aseb is een havenstad in het zuidoosten van Eritrea en is de hoofdplaats van de regio Debubawi Keyih Bahri. De stad ligt aan de Rode Zee, op ongeveer 480 kilometer van de hoofdstad Asmara en ongeveer 70 kilometer van de grens met Ethiopië.
Assab telt naar schatting 20.000 inwoners (2002).
De stad bestaat uit drie delen: Assab Seghir  aan de kust, Assab Kebir in de stadskern (incl. het havengebied) en Campo Sudan en is bekend om haar markt, stranden, nachtleven, haven en vliegveld. Ook bevinden zich er een aantal hotels en restaurants en kerken en moskeeën.
De zeehaven van Assab vormde een strategisch punt voor de handel met Ethiopië en van de gronden voor de grensoorlog en de gevolgen daarvan. In de Baai van Assab liggen 30 eilanden. 
In de nabije omgeving bevindt zich een grote zoutvlakte. Daarnaast bevindt zich hier een grote olieraffinaderij (in 1997 gesloten door een ruzie met Ethiopië) en een kleine luchthaven.

## Geschiedenis

### Italiaans kolonialisme in de 19e eeuw
De Baai van Assab vormde de eerste Italiaanse kolonie in Oost- Afrika. De opening van het Suezkanaal bracht veel scheepsverkeer naar de Rode Zee, en Assab had een strategische locatie nabij de zeestraat Bab el Mandeb, die zou kunnen uitgroeien tot een belangrijke handelspost tussen Ethiopië en Arabië. Reder Raffaele Rubattino uit Genua besloot in overeenkomst met de Italiaanse regering tot de aanleg van een haven aan de Rode Zee met een opslaggebouw voor kolen, om deze te kunnen gebruiken voor zijn schepen, die voeren op de Indische Oceaan. Om geen verdachtmakingen te wekken bij de Europese mogendheden werd een vakman aangesteld om de baai in bezit te nemen in naam van de vereniging Rubattino.
Op 5 november 1869 werd voor 8.100 Maria Theresia-daalders een driehoekig stuk land van 6 bij 6 kilometer (aan de basis) aangekocht van de lokale heersers Ibrahim en Hasan. Dit werd omgezet in een verdrag op 11 maart 1870 en werd gevierd aan boord van het stoomschip Africa van de vereniging Rubattino. Aan de grenzen van het stuk grond werden borden de grond ingeslagen met de tekst Eigendom van Rubattino: op 11 maart 1870 verworven. Maar nog voor het einde van de maand maart namen Egyptische soldaten bezit van het land en verwijderden de borden. Na 10 jaar deed in maart 1880 Giuseppe Sapeto een nieuwe poging met een nieuw verdrag over de baai en kocht daarbij nog een stuk land en een aantal nabijgelegen eilanden. Ditmaal zou de Italiaanse kolonisatie langer duren: Nog hetzelfde jaar werd het een district onder toezicht van het Italiaanse Ministerie van Buitenlandse Zaken en op 10 maart 1882 nam de Italiaanse regering de Baai van Assab over van de kolonisten. In 1883 werd er, op bevel van maarschalk Enrico Cavedani, een klein verband van vier carabinieri geplaatst om er een toezichtsstation voor het handelsverkeer op te richten. De onderofficier zette later ook inheemsen in, waaruit later de zaptié (lokale politie-eenheden in Italiaans-Afrika) van Italiaans-Eritrea voortkwamen.

#### Postkantoor van Assab
In de tijd dat Rubattino & Co. het gebied in eigendom had, bevond zich er een postkantoor dat onder toezicht van een boekhouder van de vereniging stond gedurende twee jaar (1880-1882), waarna de Italiaanse regering het gezag er vestigde.
De secretaris was tevens postbeambte en de vereniging verzorgde de post met bestemming Italië, Egypte, 'Rode Zee', India, Singapore en Batavia. De postbrieven werden gestempeld met Italiaanse postzegels. In 1884 en 1885 werd deze functie uitgebreid met meer bestemmingen en bij de stichting van de kolonie Eritrea op 1 januari 1890 werd dit postkantoor het hoofdpostkantoor van de kolonie en gebruikte daarbij postzegels van de kolonie zelf.

### Haven en raffinaderij
In de 20e eeuw groeide Assab uit tot de belangrijkste haven van Eritrea en Ethiopië, hierbij geholpen door de bouw van een olieraffinaderij door de Sovjet-Unie in 1967, die later in handen kwam van Shell. Assab vormde de belangrijkste invoerhaven en distributiepunt voor hulpgoederen naar Eritrea en de Ethiopische provincie Tigray tijdens de onafhankelijkheidsoorlog van Eritrea en de jaren van schaarste vanaf 1980. In 1988 werd de haven aangevallen door Eritrese rebellen en begin jaren 1990 werd de haven sterk uitgebreid met een nieuwe terminal.
In de latere verhoudingen tussen Eritrea en Ethiopië speelden de haven en raffinaderij een belangrijke rol. Na de onafhankelijkheid van Eritrea in 1993 behield Ethiopië het recht om als compensatie van het verlies van de toegang tot de zee belastingvrij goederen te mogen importeren via de stad Assab. De haven werd daarbij tot vrijhaven verklaard en Ethiopië mocht de olieraffinaderij blijven gebruiken in ruil voor 30% van de Ethiopische olie. De haven had zodoende een meer Ethiopische dan Eritrese uitstraling. Eind 1996 verhoogde Eritrea de gebruiksrechten voor de raffinaderij met 10%, wat leidde tot de stopzetting van het verdrag: Ethiopië stopte met de verwerking van haar aardolie en betrok haar petrochemische producten voortaan van de wereldmarkt. Hierdoor was Eritrea genoodzaakt eveneens haar petrochemische producten aan te kopen van de wereldmarkt en haar nu onrenadbel geworden raffinaderij te sluiten. Nadat Eritrese troepen op 12 mei 1998 de Yirga-driehoek bezetten in het grensgebied, stelde Ethiopië een totale economische boycot in tegen Eritrea, waarop Eritrea naast de haven van Massawa ook de haven van Assab blokkeerde voor Ethiopië, waarmee twee derde van de buitenlandse handel van Ethiopië plotseling werd geblokkeerd.
Tijdens de oorlog verliet ruim de helft van de (Ethiopische) bevolking de stad.

## Bezienswaardigheden
Nabij de stad ligt de ruïnestad Arsinoe, die werd gesticht door de Macedonische koning Ptolemaeus II en vernoemd naar zijn vrouw Arsinoë II.